# Publio Maria Sant
Publio Maria Sant (1779–1864) – maltański prałat, który w 1847 został biskupem Malty i arcybiskupem tytularnym Rodos.

## Wczesne lata
Publio Maria Sant urodził się 26 sierpnia 1779 w Valletcie. Jego ojcem był Giovanni Francesco, 2. hrabia Sant, zaś matką Chiara Bonici-Platamone-Xara-Cassia, 7. baronowa Ghariexem e Tabia. Jego dziadek, Baldassare Salvatore Sant, otrzymał tytuł hrabiowski od cesarzowej Marii Teresy.

## Kapłan i biskup
21 grudnia 1805 Sant otrzymał święcenia kapłańskie. 1 października 1817 ustanowiony został biskupem tytularnym Larandy, zaś sakrę biskupią otrzymał 28 czerwca 1818 z rąk Ferdinanda Mattei, biskupa Malty. 12 kwietnia 1847 mianowany został biskupem koadiutorem Malty, a kilka miesięcy później, 17 listopada tegoż roku, został następcą zmarłego biskupa Francesco Saverio Caruany jako biskup Malty, i arcybiskup tytularny Rodos. Uroczyste objęcie diecezji przez nowego biskupa nastąpiło 15 czerwca 1848.
Arcybiskup Sant jest dobrze pamiętany w Sliemie, jako ten, który w 1852 wydał pozwolenie na zbudowanie nowego kościoła pod wezwaniem Matki Bożej Gwiazdy Morza Stella Maris.

## Rezygnacja i śmierć
Arcybiskup Publio Maria Sant zrezygnował 4 grudnia 1857 z pełnienia obowiązków głowy diecezji. Zmarł siedem lat później, 28 października 1864.